# Kohautia azurea
Kohautia azurea är en måreväxtart som först beskrevs av Moritz Kurt Dinter och Kurt Krause, och fick sitt nu gällande namn av Cornelis Eliza Bertus Bremekamp. Kohautia azurea ingår i släktet Kohautia och familjen måreväxter.
Artens utbredningsområde är Namibia. Inga underarter finns listade i Catalogue of Life.